# قصر ماجدالينا
تصغير|مدخل العربة (النصف الأيمن من الارتفاع الشمالي الغربي)
تصغير|القاعة الرئيسية أو القاعة الملكية
القصر الملكي لا ماغدالينا هو مبنى يقع في شبه جزيرة لا ماغدالينا، مقابل جزيرة مورو، في مدينة سانتاندير (كانتابريا، إسبانيا). تم بناء القصر بين عامي 1909 و1911، عبر اشتراك شعبي، ليكون مقر إقامة للعائلة المالكة الإسبانية. قام بتصميمه المعماريان خافيير غونزاليس دي ريانشو وغونزالو برينغاس، ويقع القصر في الموقع الذي كان يشغل فيه الحصن القديم سان سلفادور دي هانو، الذي كان يحمي مدخل الخليج. تكلفة البناء بلغت 700,000 بيسيتا عام 1912، وتم تمويلها من قِبل البلدية وعدد كبير من العائلات المحلية التي شاركت بدعم مالي كبير، مثل جمعية إل ساردينيرو التي تبرعت بـ100,000 بيسيتا، وعائلة بوتين التي تبرعت بـ1,000 بيسيتا. واجهت اللجنة التنفيذية مشاكل مالية لتغطية تكاليف البناء لدرجة أنهم اشتروا تذاكر يانصيب عيد الميلاد على أمل الفوز، لكن بدون نجاح. تم تأثيث القصر في عام 1913، وأصبح على الفور مقر إقامة صيفي للملك ألفونسو الثالث عشر وعائلته، الذين كانوا يقيمون فيه بانتظام حتى إعلان الجمهورية الثانية. في عام 1914، صمم غونزاليس دي ريانشو إسطبلات القصر، والتي تحاكي قرية إنجليزية من العصور الوسطى بأسقف مدببة ذات ميل حاد، وهياكل خشبية مكشوفة، وغيرها من السمات المعمارية المميزة.
في عام 1977، باع خوان دي بوربون المبنى إلى المدينة مقابل 150 مليون بيسيتا. في عام 1982، تم إعلان القصر نصبًا تاريخيًا-فنيًا ذا قيمة. بين عامي 1993 و1995، قام بلدية سانتاندير والجامعة الدولية مينينديز بيلّايو بإعادة تأهيل المبنى، حيث تكفلت الجامعة بفوائد القرض، وفقًا لمشروع من تصميم لويس دي لا فونتي.
حاليًا، يُعتبر القصر واحدًا من أبرز المباني الرمزية في سانتاندير، ويُعد من أهم المواقع السياحية في المدينة.
باعتباره مقرًا ملكيًا قديمًا، فإن له سابقة في مشروع سابق في إل سردينيرو، الذي تعثر بسبب الثورة التي اندلعت عام 1868، وكان الهدف من هذا المشروع تثبيت موسم الصيف الملكي والبرجوازي الذي كان يتكرر في تلك السنوات، والذي ساهم في نمو المدينة.
لم تكن منطقة الماغدالينا خالية من السكان؛ حيث تشير الحفريات الأثرية إلى وجود بشري يعود إلى القرن الأول، في العصر الروماني، حيث عُثِر على أحواض للسفن وعدد من الأدوات.
فاز مشروع بريغناس وغونزاليس دي ريانشو في مسابقة نظمتها البلدية.
يقول بيتر بيرك عن القصر، مشيرًا إلى عام 1912:
منذ ذلك الحين، وحتى صيف عام 1930، كان قصر الماغدالينا في سانتاندير مقرًا ملكيًا ونقطة جذب اجتماعية وسياسية للصحفيين والسياسيين، ولمظاهر الحياة العامة الإسبانية.
في إطار الاضطرابات العمالية التي شهدتها سانتاندير عام 1911، تعرض القصر لتوقفات في البناء بسبب إضرابات عمال الحجارة، ولم يكن بالإمكان تسليمه للعائلة المالكة حتى عام 1912.
كان الملك ألفونسو الثالث عشر يتلقى تقارير دقيقة عن تقدم البناء، وفي 21 يناير 1912 استقبل لجنةً خاصةً (تتألف من رئيس مجلس المحافظة رامون بيريز إيساجويري، ورئيس البلدية أنخيل يورييدا، والنائب السابق في البرلمان بيدرو آتشا، والدكتور مانويل سانشيز ساراشاغا) لتحديد تفاصيل الاستلام الرسمي للقصر.
بعد الانتهاء من المبنى، تولت الملكة فيكتوريا يوجينيا من باتنبرغ الإشراف على تأثيثه وتزيينه.
تشير الدونا بيتريس دي بوربون و باتنبرغ إلى إجازات الصيف التي قضتها العائلة المالكة في القصر بهذه الكلمات:
"لكن أكثر مكان أحببته للذهاب إليه كان قصر الماغدالينا في سانتاندير، لأننا هناك كنا أكثر حرية، وكنا نعيش حياة كاملة كـ«أفراد عاديين»."
مع ذلك، تنتقد الأميرة إعادة التأهيل التي جرت في أواخر القرن، مما يعطي فكرة عن الإصلاحات العميقة التي خضع لها المبنى، بالإضافة إلى تكييفه ليصبح مكاتب وقاعات اجتماعات، كونه مقر الجامعة الدولية.
قلنا: "ذهبنا إلى سانتاندير، التي لم أرها منذ أن غادرناها في عام 1931، أكثر من سبعين عامًا (...). رأيت قصر الماغدالينا... بدا لي القصر... كارثيًا! لا تتحدث معي... لقد غيروه، الطابق العلوي جيد لكن الطابق السفلي لم يكن من الضروري تغييره، لأنه كان كله لطيفًا جدًا. لقد صنعوا سلمًا ضخمًا مزينًا بالكثير من الزخارف، لا تعرف كم هو فظيع، مع أبواب من الزجاج الملون (...). لكن من الخارج ما زال كما كان من قبل، رائع!"
قام دون خوان دي بوربون ببيع القصر إلى بلدية سانتاندير في عام 1977 بمبلغ 150 مليون بيسيتا، عائدًا بذلك إلى مالكه الأصلي.جرت هذه الصفقة خلال ولاية خوان هورمايتشيا كعمدة لسانتاندير، وكانت محاطة بجدل كبير، حيث اعتبرت الأحزاب اليسارية أن مدينة سانتاندير نفسها قد منحت هذا المبنى للعائلة الملكية عام 1911. ومع أن القصر قد تم مصادرته سابقًا خلال فترة الجمهورية لاستخدامه مقراً للجامعة الدولية، توقفت أنشطة الجامعة خلال الحرب الأهلية ولم تُستأنف إلا في عام 1938، حينها كان مقرها في مستشفى سانت رافائيل.[
في عام 1918 بدأت في القصر إقامة دورات صيفية، كما يدل على ذلك الاتفاق مع جامعة ليفربول. كانت هذه الدورات نواة تأسيس الجامعة الدولية مينينديز بيلايو، التي نشأت من الجامعة الدولية الصيفية الأصلية في سانتاندير (23 أغسطس 1932). ومع ذلك، من أبريل 1931، بعد إعلان الجمهورية، وحتى ذلك التاريخ، ظل القصر خاليًا.اتخذت الجامعة القصر مقرًا لها من البداية، وفقًا للمرسوم الموقع من قبل رئيس الجمهورية الثانية آنذاك، نتيجةً لجهود الوزير فرناندو دي لوس ريوس وفرانسيسكو بارنيس.كان رامون مينينديز بيدال أول رئيس لها، وبيدرو ساليناس أول سكرتير.
خلال الحرب الأهلية الإسبانية، ولاحقًا من عام 1937 حتى 1940، كان الحقل المجاور القريب من الشاطئ يستخدم كمعسكر اعتقال. كان السجناء محتجزين في ما يُعرف اليوم بقاعة الاحتفالات (الأوديتوريوم) بالقصر، بجانب الإسطبلات. وكان المكان المعد للاعتقال مصممًا لاستيعاب 600 سجين فقط، لكن هناك سجلات تشير إلى وجود 1838 معتقلاً، أي أكثر من ثلاثة أضعاف طاقته. وصف الكاتالوني خاومي أنغلادا، الذي تم اعتقاله في المعسكر، ظروف المكان في أحد قصائده:
«أوعية وأطباق، لامعة وفارغة، عيون باهتة، بنطلونات تسقط، ماء في الفم… تناول الطعام بالخيال… الرغبة في الأكل وعدم القدرة على ذلك! هل هذا نداء استغاثة؟ إنه الجوع!»
بعد الحرب الأهلية، انتقلت جامعة مينينديز بيلايو إلى مستشفى سان رافائيل، ثم عادت إلى القصر في أواخر عام 1949. ومنذ ذلك الحين استضاف القصر العديد من المؤتمرات والورش المهمة على المستوى العالمي، والمعارض، والمهرجانات الموسيقية، وغيرها. ومن أمثلة ذلك الاجتماع الذي عقد في عام 1952 وأسفر عن تأسيس CEDI
يقع القصر في شبه جزيرة لا ماغدالينا، وهي حديقة حضرية ذات طابع عام تعمل كمحور يربط بين المساحات البحرية في إل ساردينيرو ومنطقة وسط المدينة، حيث يبرز مجال الممشى وحدائق بيريدا. تقع شبه الجزيرة عند أحد مداخل خليج سانتاندير، وتتميز بغطاء نباتي كثيف. كما تضم شاطئين، وهما شاطئا البيكيني ولا ماغدالينا، بالإضافة إلى حديقة حيوانات صغيرة وحديقة ألعاب للأطفال، فضلاً عن عدة مبانٍ متنوعة.
تُعتبر هذه المبنى عملاً ذو طراز انتقائي (إيكليتيكي)، يجمع بين تأثيرات إنجليزية واضحة في ترتيب الكتل الخارجية، وكثرة المداخن، وشكل النوافذ، وغيرها، مع عناصر من الطراز الفرنسي، مثل الدرج الرئيسي ذو السلم المزدوج، وعدم تماثل أجزاء المبنى، وغير ذلك، بالإضافة إلى بعض اللمسات المستمدة من العمارة الباروكية الجبلية (باروك مونتانيزا).
لقد شاعت هذه البناءة نمطًا فرعيًا انتقائيًا إقليميًا في كانتابريا، وأبرز مثال عليه هو القصر نفسه، وهو مستمد من القصر الإنجليزي التصويري في هورنيوس.
يستند التصميم الخطي إلى جسم مستطيل طوله 91 مترًا وعرضه 21 مترًا، مع جسم آخر يمتد نحو الشمال بطول 20 مترًا لكل جانب. واجهات المبنى غير متماثلة، والكثير من التجاويف والبروزات تعطي إحساسًا بأنه مكون من عدة كتل متشابكة.
يحتوي القصر على مدخلين: أحدهما في الشمال مخصص للعربات ويضم رواقًا، والآخر في الجنوب وهو المدخل الرئيسي، ويحتوي على برجين ثماني الشكل وسلم مزدوج المسارات. المبنى مبني من حجر المامبوستيريا المستخرج من كويتو، ويغطيه سقف من الأردواز.
في الداخل، تبرز صالونات الاستقبال التي تحتفظ ببعض اللوحات ذات الأهمية، لفنانين مثل بينيديتو، سورويّا، وسوتومايور.
منذ بناء القصر، أصبح رمزًا لمدينة سانتاندير، وكان له ثلاثة تأثيرات فورية: تثبيت سانتاندير كمكان صيفي للنخبة الإسبانية، ونشر الطراز المعماري الانتقائي الممزوج بالأسلوب الجبلي والإنجليزي، مما رفع من مستوى جودة المباني الجديدة في المدينة، وتحويل اتجاه نمو المدينة العمراني نحو القصر.
وقد وسع المخطط العام المكرم لتوسعة شمال غرب وشرق سانتاندير، والذي وقّعه لافين نفسه عام 1910، من تأثيرات هذا الوضع العمراني وعزز التحول النهائي في اتجاهات النمو: حيث امتدت المدينة الآن ليس باتجاه منطقة التوسعة في ماليانو لتوسيع الميناء، بل توسعت حول أحياء الساردينيرو، مما يعكس الثقة في مستقبل اقتصادي قائم على النشاط السياحي.
كان قصر لا ماغدالينا التميمة السحرية التي حولت تلك المناطق إلى مناطق حضرية مُنظمة.
ومن أبرز نماذج هذا النمو الجديد شارع الملكة فيكتوريا، المحاط بالأشجار والحدائق الصغيرة والقصور، والذي يقع على ارتفاع كبير فوق شاطئ بيلغروس، ويربط مركز سانتاندير بمحاذاة الساحل مع شبه جزيرة لا ماغدالينا والساردينيرو. وهكذا، تم تعويض أزمة الميناء في المدينة، التي كانت تعتمد على التجارة البحرية، بفضل ازدهار السياحة.
ويُعتبر القصر اليوم رمزًا مميزًا ومعروفًا للمدينة.
يُذكر القصر في قصيدة للشاعر خوسيه هيرو، الذي كان مولعًا بمدينة سانتاندير، حين يقول:
لا ماغدالينا. شموس. أحلام.
سنة ألف وتسعمائة وتسعة وثلاثون،
لنبدأ الحياة من جديد!
ومن ثم، كل الحياة.
والسنوات التي لن نراها.
يبدأ ميغيل دي أونامونو حديثه عن المكان بقوله: «مُتأملاً من هنا، من هذه الحصن المطل على الساحل في لا ماغدالينا، سانتاندير». وقد جمع أصدقاؤه اثنين وثلاثين من قصائده في كتاب بعنوان "دفاتر لا ماغدالينا"، التي كتبها أثناء وجوده في الجامعة الدولية الصيفية.
كما زاره وذكره عدد من الأدباء البارزين، مثل مانويل توسان في كتابه "رحلات من مدريد"، أو الكاتب الكانتبري جيراردو دييغو، الذي اتخذه خلفية لبعض مشاهد قصائده.
في الفترة من 2011 إلى 2013، استُخدم القصر من قبل قناة التلفزيون الإسبانية "أنتينا 3" لتصوير مسلسلها التلفزيوني "الفندق الكبير".
وفي عام 2016، كان القصر مكان إقامة حفل زفاف الممثلين خافيير فييغا ومارتا هاثاس.
تم بناء مجمع الإسطبلات الملكية على يد خافيير غونزاليس دي ريانشو في عام 1914 حول ساحة صغيرة، على أرض مستوية بالقرب من الشاطئ. وتتكون مبانيه، التي تشبه قرية ريفية مثالية مع أبراج صغيرة وأسقف مدببة تحمل بعض اللمسات الجورجية، من طابقين. وعندما انتقلت الجامعة إلى هناك، تم تحويلها إلى سكن للطلاب. قبل أن تُمنح الجامعة حق استخدامها في عام 1949، كانت تُستخدم من قِبل قوات فرانكو كمعسكر اعتقال للسجناء (من أواخر أغسطس 1937 وحتى نوفمبر 1939). وعلى الرغم من أن الظروف الصحية لم تكن سيئة نسبيًا، إلا أن المعسكر احتوى على أكثر من 1600 سجين، بينما كان مخصصًا في الأصل لـ600 فقط. وكان المعتقلون يُنقلون جماعيًا إلى شاطئ لا ماغدالينا للاستحمام، حتى في فصل الشتاء. في عام 1977، مع شراء بلدية سانتاندير لشبه الجزيرة، سُمح للجامعة باستخدام كل من القصر والإسطبلات، بينما بقيت بقية شبه الجزيرة كمنتزه عام بلدي. اليوم، الطابق الأول مخصص لقاعات مؤتمرات مجهزة تجهيزًا حديثًا، تحتوي على غرف للترجمة، وأجهزة عرض، وغيرها من التجهيزات. كما تتوفر أيضًا قاعات للطعام.
1. 1 2  Wiki Loves Monuments monuments database، 13 نوفمبر 2017، QID:Q28563569